# Небојша Савовић Нес
Небојша Савовић Нес (Горњи Милановац, 1959) српски је академски вајар.

## Биографија
Рођен је у Горњем Милановцу, где је завршио основну и средњу школу. Дипломирао је на Факултету примењених уметности у Београду, одсек вајарство 1983, а затим магистрирао на истом факултету 1988. Радио је у ОШ Арсеније Лома на Руднику као наставник ликовне културе. Након тога је радио као уредник у НИП Дечје Новине и директор Културног центра у Горњем Милановцу.
Основао је Удружење уметника ликовних и примењених уметности у Горњем Милановцу и био први председник удружења.
Један је од оснивача Међународног бијенала минијатурне уметности у Горњем Милановцу и иницијатор оснивања сликарске колоније „Мина Караџић Вукомановић“.
Био је уметнички директор Међународног ликовног симпозијума „Плавско језеро“ и уметнички директор међународне изложбе „Ликовни сусрети на имању кнеза у Подгорици“.
Осамнаест година је радио рељефну орнаментику Храма Светог Саве у Београду.
Додељена му је Награда за животно дело Удружења ликовних уметника примењених уметности и дизајнера Србије.

## Галерија
- Чесма у градском парку (Г. Милановац)
- Споменик оснивању Горњег Милановца
- Споменик војводи Живојину Мишићу (Г. Милановац)
- Споменик погинулима у НАТО бомбардовању 1999. (Г. Милановац)
- Споменик краљици Драгој (Г. Милановац)[3]
- Споменик кнеза Александра Карађорђевића испред Зграде Окружног начелства у Горњем Милановцу у самом центру града.
- Споменик Николају Краснову, Београд